# Antrenorul anului în România

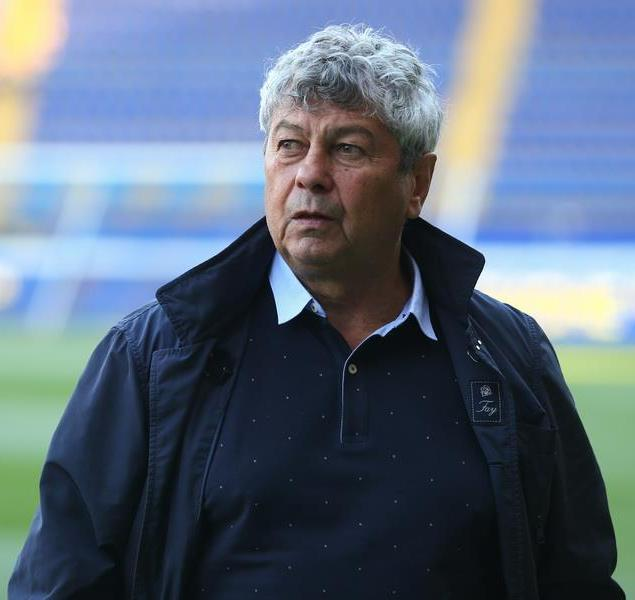
Mircea Lucescu deține recordul de titluri - cinci.

Antrenorul anului din România este un premiu anual de fotbal acordat de ziarul Gazeta Sporturilor la categoria antrenor principal din România considerat a fi fost cel mai bun pe parcursul unui an calendaristic. Mircea Lucescu deține recordul celor mai multe victorii cu cinci.
A început în 2004, fiind eligibili pentru premiu atât antrenorii români care operează în țară, cât și în străinătate, precum și antrenorii străini din România. Singurul câștigător la această din urmă categorie este Oleh Protasov, care a primit trofeul pentru performanța cu FC Steaua București în 2005.
Alte distincții anuale acordate de Gazeta Sporturilor includ și premiile Fotbalistul român al anului și Fotbalistul străin al anului în România.

## Câștigătorii anuali.
| Anul | Câștigător                            | Club                    | Ref.  |
| ---- | ------------------------------------- | ----------------------- | ----- |
| 2004 | Mircea Lucescu (1)                    | Shakhtar Donetsk        |       |
| 2005 | Oleh Protasov (1)                     | Steaua București        |       |
| 2006 | Cosmin Olăroiu (1)                    | Steaua București        |       |
| 2007 | Victor Pițurcă (1)                    | Naționala României      |       |
| 2008 | Dan Petrescu (1)                      | Unirea Urziceni         |       |
| 2009 | Dan Petrescu (2)                      | Unirea Urziceni         |       |
| 2010 | Mircea Lucescu (2)                    | Shakhtar Donetsk        |       |
| 2011 | Dan Petrescu (3)                      | Kuban Krasnodar         |       |
| 2012 | Mircea Lucescu (3)                    | Shakhtar Donetsk        | [ 1 ] |
| 2013 | Laurențiu Reghecampf (1)              | Steaua București        |       |
| 2014 | Mircea Lucescu (4)                    | Shakhtar Donetsk        |       |
| 2015 | Gheorghe Hagi (1)                     | Viitorul Constanța      |       |
| 2016 | Marius Șumudică (1)                   | Astra Giurgiu           |       |
| 2017 | Gheorghe Hagi (2)                     | Viitorul Constanța      | [ 2 ] |
| 2018 | Răzvan Lucescu (1)                    | PAOK                    |       |
| 2019 | Dan Petrescu (4)                      | CFR Cluj                |       |
| 2020 | Cosmin Olăroiu (2) Răzvan Lucescu (2) | Jiangsu Suning Al-Hilal | [ 3 ] |
| 2021 | Mircea Lucescu (5)                    | Dynamo Kyiv             | [ 4 ] |
| 2022 | Dan Petrescu (5)                      | CFR Cluj                |       |
| 2023 | Edward Iordănescu (1)                 | Naționala României      |       |
| 2024 | Edward Iordănescu (2)                 | Naționala României      | [5]   |

## Topul câștigătorilor
| Antrenorul           | Titluri | Anii (* titlul a fost împărțit) |
| -------------------- | ------- | ------------------------------- |
| Mircea Lucescu       | 5       | 2004, 2010, 2012, 2014, 2021    |
| Dan Petrescu         | 5       | 2008, 2009, 2011, 2019, 2022    |
| Gheorghe Hagi        | 2       | 2015, 2017                      |
| Edward Iordănescu    | 2       | 2023, 2024                      |
| Răzvan Lucescu       | 2 (1/1) | 2018, 2020*                     |
| Cosmin Olăroiu       | 2 (1/1) | 2006, 2020*                     |
| Oleh Protasov        | 1       | 2005                            |
| Victor Pițurcă       | 1       | 2007                            |
| Laurențiu Reghecampf | 1       | 2013                            |
| Marius Șumudică      | 1       | 2016                            |